# Edgar William Leeteg
 (juillet 2014).
Edgar William Leeteg né le 13 avril 1904 à l'East St. Louis dans Illinois et décédé le 7 février 1953 à Papeete à Tahiti, était un peintre américain souvent considéré comme le père de la peinture sur velours noir. Il est devenu citoyen français après avoir émigré en Polynésie française en 1933 où il a passé le reste de sa vie peignant sur du velours noir la vie locale.

## Début de sa vie artistique
Leeteg était le fils d'un boucher et le petit-fils d'un sculpteur allemand sur marbre. Son arrière grand-père était un architecte, son nom originel était Lütig.  A 16 ans, il travaille pour son oncle à  Little Rock dans l'Arkansas et plus tard comme cueilleur de coton en Louisiane, sera ouvrier dans une fonderie dans l'Illinois, sera cowboy au Texas et occupera des emplois précaires dans l'Alaska. À 22 ans, Leeteg a été employé comme peintre sur les panneaux d'affichage et a été recruté comme rédacteur dans une agence publicitaire, Foster & Kleiser, à Sacramento en Californie, avant que la Dépression ne rende les conditions plus difficiles. Il a été chef d'équipe dans une société et les autres travailleurs ne l'appréciaient pas, le travail étant limité. Ils estimaient que depuis qu'il était célibataire (il a été marié deux fois), leurs besoins économiques dépassaient les siens.
Il est allé à Tahiti pendant ses vacances en 1930 et lorsqu'une de ses connaissances l'invita à s'installer avec une promesse d'embauche, il a accepté après avoir connu des problèmes économiques aux États-Unis avec sa mère Bertha qui reconnut que les perspectives étaient sombres.
Grâce à un héritage de son grand-père en Allemagne, Leeteg et sa mère emménagèrent à Tahiti en 1933 avec quelques pinceaux et de la peinture volés dans une société d'enseignes. Au début, il a travaillé comme peintre d'enseignes pour des théâtres et des cinémas mais avait des difficultés pour gagner sa vie. Sa mère dirigeait un restaurant mais elle a fait faillite et a été obligée de revenir aux États-Unis. Leeteg est resté à Tahiti et a exercé toutes sortes de métiers. Utilisant les femmes de l'île comme modèles, il a vendu ses peintures à des bars et à des touristes de passage. Il a essayé de nombreux supports (bois, vêtement) et c'est finalement la peinture sur velours qui lui permet de connaître un succès retentissant.
Quand il eut suffisamment d'argent, il retourna aux États-Unis pour rechercher sa mère avec qui il vivra jusqu'à la fin de sa vie en Polynésie française. De retour à Tahiti, il travaille comme peintre d'enseignes à Honolulu où il a obtenu le premier prix lors de la fête à Hawaï de l'orchidée la plus extravagante et raffinée pour de la peinture à huile d'orchidées. Leeteg bénéficia d'un mécène, Wayne Decker, presque par hasard. Decker a vu une peinture de Hilo Hattie sur du velours noir dans un magasin situé dans l'Hôtel Royal Hawaiian mais lorsqu'il revint quelques mois plus tard, la peinture avait disparu. Le  propriétaire du magasin ne se souvenait pas du nom de l'artiste. Une année plus tard, sa famille et lui-même étaient à Tahiti  et découvrit plusieurs toiles de Leeteg dans une échoppe touristique dont la célèbre peinture intitulée Hina Rapa. La famille Decker a rencontré Leeteg et lui acheta six de ses toiles qu'ils emportèrent à Salt Lake City. Ils ont conclu ensuite un accord avec Leeteg pour créer au moins dix peintures par an. Cet accord a duré jusqu'aux termes de la vie de Leeteg. La famille Decker a acquis jusqu'à deux-cents peintures sur velours noir de Leeteg. La survie économique de Leeteg n'a été possible que grâce au soutien financier de la famille Decker. Mais il doit sa renommée à Bernard ("Barney") Davis, marchand d'œuvres d'art.

## Montée de sa popularité
Les meilleures œuvres de Leeteg ont été réalisées entre 1933 et 1953. Il a vécu dans la baie de Cook à Tahiti utilisant comme modèles les femmes de l'île. Son thème de prédilection était les magnifiques femmes polynésiennes  et il les a peintes dans leur environnement, leur culture et leur histoire. L'érotisme, les couleurs et les détails de ses peintures l'ont rendu célèbre.
La popularité de Leeteg a grimpé avec la rencontre à Honolulu avec le propriétaire de la galerie d'art, Barney Davis qui est devenu son mécène. Leeteg a construit sa maison grandiose Villa Velours grâce à l'aide de  Barney Davis à Moorea. Davis est devenu l'agent de Leeteg et ils ont eu ensemble une relation fructueuse et rentable. Ses peintures étaient populaires en Polynésie et aux États-Unis.
Davis surnomma Leeteg le Gauguin américain et ses peintures ont été vendues pour des centaines de dollars. Leeteg ne recherchait pas la célébrité “Mes peintures appartiennent au tripot et non aux musées.” Si cette peinture de m.....est de l'art, qualifiez juste mes peintures de magnifiques. Ne les appelez pas de l'art.” James A. Michener le surnomma le Remington des mers du sud. 
Leeteg connaissait bien James Norman Hall qui vivait à Papeete.
Edgar Leeteg est décédé en 1953 dans un accident de moto à Papeete à l'âge de 48 ans. Il a été enterré à Papeete dans la crypte familiale de leur ami américain Lew Hirshon.
Leeteg n'a jamais été accepté par le gotha artistique au même titre que Vladimir Tretchikoff et Margaret Keane. Il a dû lutter  pour que ses peintures soient considérées aux États-Unis comme 
du grand art et non comme de l'artisanat qui avait un taux beaucoup plus important de taxes d'importation. Sur huit de ses toiles les plus populaires, sept ont été réalisés à partir de photographies prises par d'autres personnes. Cela a causé des controverses au sujet du plagiat mais à cette époque, le droit de propriété devait être enregistré pour être protégé et peu de photographes faisaient ces démarches.
Après sa mort, les peintures de Leeteg ont atteint jusqu'à 20 000 dollars au début des années 1960 mais par la suite ont décliné fortement. Néanmoins, il continue d'avoir d'ardents admirateurs.

## Dans la culture populaire
Le jeu vidéo Psychonauts  présente un personnage nommé Edgar Teglee, un peintre sur velours noir.